# Marathon van Wenen 2005
De marathon van Wenen 2005 vond plaats op zondag 22 mei 2005 in Wenen. Het was de 22e editie van deze marathon. De wedstrijd werd gelopen onder warme omstandigheden (22 graden Celsius).
Bij de mannen won Mubbarak Shami uit Qatar in 2:12.20. Hij wijzigde zijn nationaliteit een jaar eerder van Keniaans naar Qatarees en liep bij dit evenement zijn eerste marathon. Bij de vrouwen ging de overwinning naar de Keniaanse Florence Barsosio, die in 2:31.40 over de finish kwam.

## Wedstrijd
Mannen
| rang   | naam                     | land | tijd    |
| ------ | ------------------------ | ---- | ------- |
| Goud   | Mubbarak Shami           | QAT  | 2:12.20 |
| Zilver | Japhet Kosgei            | KEN  | 2:15.15 |
| Brons  | Henry Serem              | KEN  | 2:15.26 |
| 4      | Lahoucine Mrikik         | MAR  | 2:15.45 |
| 5      | Richard Mutai            | KEN  | 2:15.57 |
| 6      | Maru-Shadrad Kipchirchir | KEN  | 2:16.18 |
| 7      | Degene-Rega Nigusse      | ETH  | 2:16.37 |
| 8      | Michael Buchleitner      | AUT  | 2:16.41 |
| 9      | Tereje Wodajo            | ETH  | 2:17.19 |
| 10     | Norman Dlomo             | RSA  | 2:18.06 |

Vrouwen
| rang   | naam                 | land | tijd    |
| ------ | -------------------- | ---- | ------- |
| Goud   | Florence Barsosio    | KEN  | 2:31.40 |
| Zilver | Eva-Maria Gradwohl   | AUT  | 2:39.44 |
| Brons  | Ilona Barvanova      | UKR  | 2:47.04 |
| 4      | Daniela Bidmon       | AUT  | 2:48.14 |
| 5      | Nicole Guldemeister  | GER  | 2:49.13 |
| 6      | Tanith Maxwell       | RSA  | 2:49.29 |
| 7      | Sabine Baumann       | GER  | 3:05.03 |
| 8      | Renate Einfalt       | AUT  | 3:05.47 |
| 9      | Astrid Kaltenbock    | AUT  | 3:08.11 |
| 10     | Henriette Holzknecht | AUT  | 3:13.11 |

1984 ·
1985 ·
1986 ·
1987 ·
1988 ·
1989 ·
1990 ·
1991 ·
1992 ·
1993 ·
1994 ·
1995 ·
1996 ·
1997 ·
1998 ·
1999 ·
2000 ·
2001 ·
2002 ·
2003 ·
2004 ·
2005 ·
2006 ·
2007 ·
2008 ·
2009 ·
2010 ·
2011 · 
2012 ·
2013 ·
2014 ·
2015 ·
2016 ·
2017 ·
2018 ·
2019 ·
2020 ·
2021 ·
2022 ·
2023 ·
2024